# Carrozzeria Ellena
Die Carrozzeria Ellena war ein italienischer Karosseriehersteller, der in Turin ansässig war und zwischen 1957 und 1966 in erster Linie Aufbauten für Fiat-Modelle produzierte. Über die Landesgrenzen hinaus bekannt wurde das Unternehmen allerdings vor allem durch die Herstellung einiger Sonderkarosserien für Ferrari, die heute als gesuchte Klassiker gelten.

## Unternehmensgeschichte

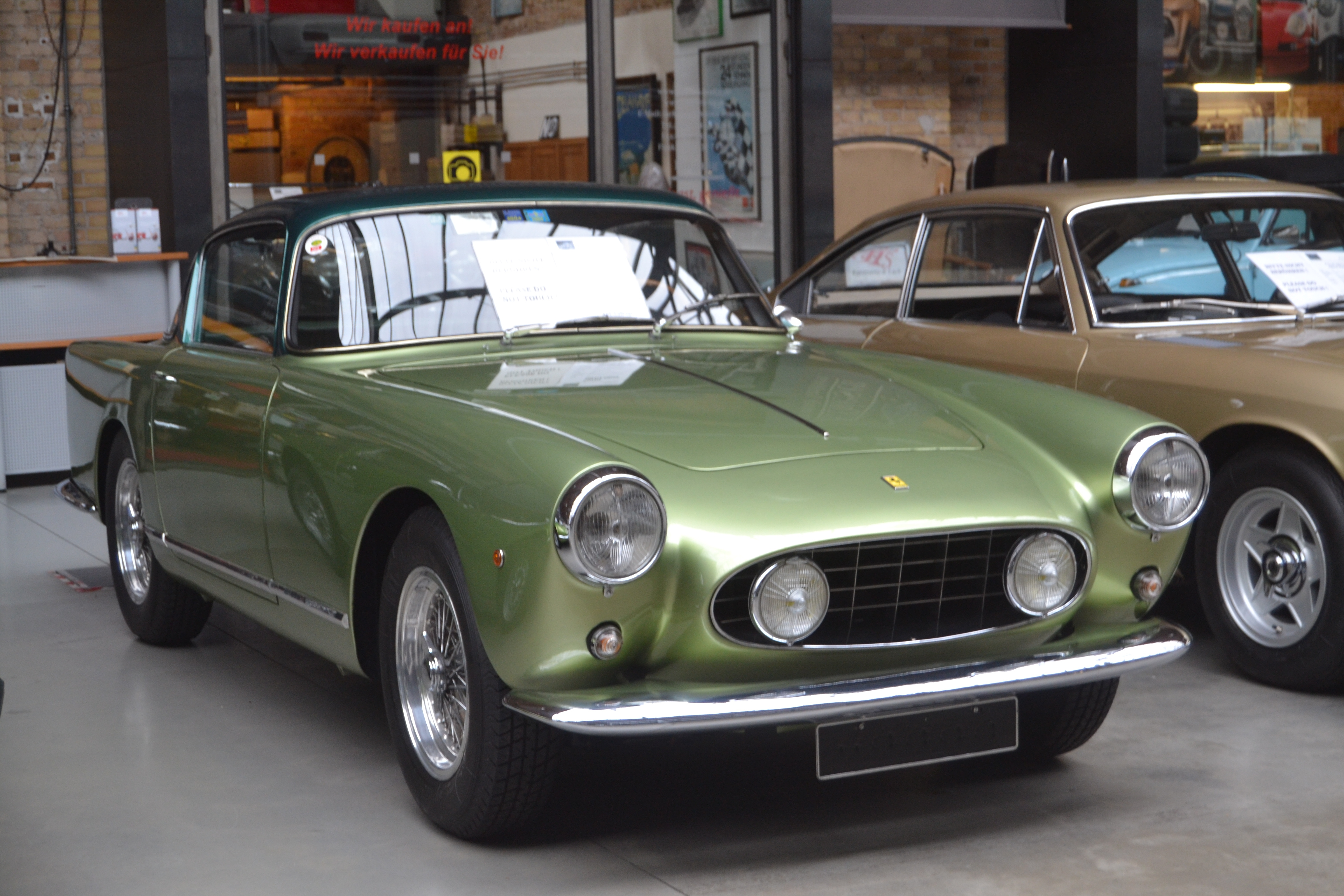
Erstes Fahrzeug der Carrozzeria Ellena: Der Ferrari 250 GT mit Pininfarina-Karosserie

Die Carrozzeria Ellena war eng mit dem Turiner Karosseriebauunternehmen Carrozzeria Boano verbunden. Dessen Gründer Mario Felice Boano hatte 1954 den Auftrag erhalten, die von Pininfarina entworfenen Coupé-Karosserien für den Ferrari 250 GT herzustellen. Grund für die Auslagerung der Karosserieproduktion war der Umstand gewesen, dass Pininfarina nicht über genügend eigene Kapazitäten verfügte. 
Boano produzierte bis 1957 etwa 70 – nach anderen Quellen: 80 – Karosserien für den Ferrari 250 GT. 1957 wechselte Mario Felice Boano zu Fiats Centro Stile. Da Pininfarina zu dieser Zeit noch immer nicht über ein ausreichend großes eigenes Werk verfügte und Boano andererseits neben seiner Tätigkeit für Fiat seinen Karosseriebetrieb nicht mehr leiten konnte, übertrug er den Produktionsauftrag für die Ferrari-Karosserien seinem Schwiegersohn Ezio Ellena, der zusammen mit Boanos Mitarbeiter Luciano Pollo ein eigenes Karosseriewerk unter dem Namen Carrozzeria Ellena gründete. Ellena führte zunächst die Produktion der 250 GT-Karosserien fort. Später wandte sich das Unternehmen der Herstellung günstigerer Sonderkarosserien auf Fiat-Fahrgestellen zu, konnte in diesem Segment aber keinen dauerhaften Erfolg erzielen. 1966 stellte Ellena den Betrieb ein.

## Der Ferrari 250 GT Ellena

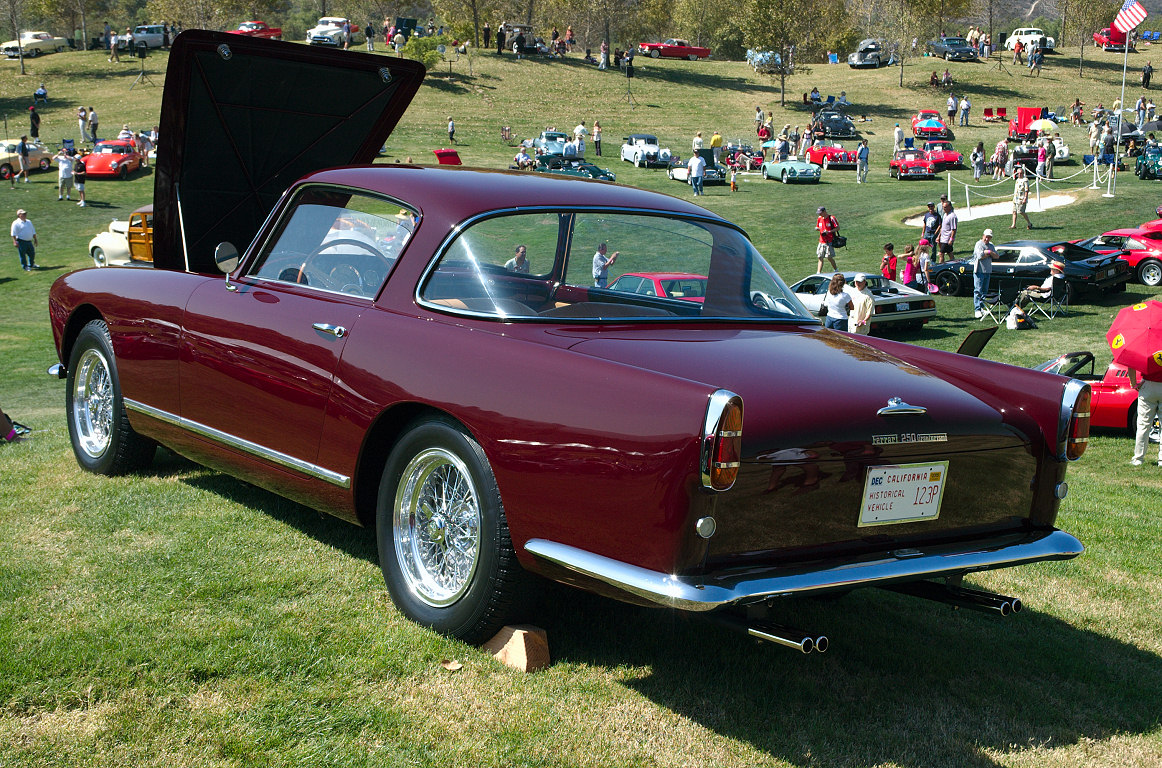
Gegenüber der Boano-Version mit leicht erhöhtem Dach: Ellenas Ferrari 250 GT

Ellena nahm die Produktion der 250 GT-Karosserien im Sommer 1957 auf. Bis zum Sommer des darauf folgenden Jahres entstanden bei Ellena 49 Fahrzeuge dieses Typs die Fahrgestellnummern von 0679GT bis 0887GT erhielten. Ellena hielt sich, ebenso wie zuvor Boano, weitestgehend an die Vorgaben Pininfarinas. Die ersten acht Ellena-Karosserien waren vollständig mit den Boano-Vorgängern identisch, hatten also insbesondere das sehr niedrige Coupé-Dach. Mit dem neunten bei Ellena produzierten Fahrzeug wurde die Dachlinie um etwa fünf cm angehoben. Diese Änderung übernahmen alle weiteren Ellena-Karosserien.
1958 stellte Ellena die Karosserieproduktion für den 250 GT ein. Im Sommer dieses Jahres wurde Pininfarinas Werk in Grugliasco fertiggestellt. Kurz darauf übernahm Pininfarina die Herstellung des 250 GT selbst.
Die als „250 GT Ellena“ bezeichneten Ferrari Coupés sind heute besonders gesuchte Klassiker, für die sehr hohe Preise gezahlt werden. 2007 wurde ein 250 GT Ellena in den USA für 449.000 $ verkauft.

## Weitere Fahrzeuge
Nachdem die Produktion des 250 GT bei Ellena ausgelaufen war, stellte das Unternehmen in erster Linie Sonderkarosserien für Fiat- und Lancia-Typen her. Hierzu gehörten zunächst ein kleiner Lieferwagen auf der Basis des Fiat 600 Multipla, der gelegentlich als größter kommerzieller Erfolg Ellenas bezeichnet wird, daneben aber auch ein luxuriöses Coupé mit der Mechanik des Fiat 1500. In den 1960er-Jahren entstanden schließlich einige Spyder auf der Basis des Fiat 850 und des Abarth 1000.
Der Name Ellena wird seit 1996 für das neu gegründete Unternehmen Ellena Autotrasformazioni verwendet, das individuell gestaltete Bestattungsfahrzeuge herstellt. Eine Verbindung zur früheren Carrozzeria Ellena besteht nicht.